# Посибеев, Григорий Андреевич
Григо́рий Андре́евич Посибе́ев (23 октября 1935, Мари-Малмыж, Кировская область — 9 июня 2002, Кингисепп, Ленинградская область) — советский партийный и государственный деятель.

## Биография
Родился 23 октября 1935 года, по национальности мариец. Окончил школу в селе Мари-Малмыж, а затем сельскохозяйственный техникум в селе Савалы Малмыжского района Кировской области. Образование высшее — окончил Ленинградский сельскохозяйственный институт (1955—1960) и Высшую партийную школу при ЦК КПСС. Член КПСС с 1959 года.
В 1959—1961 годах — первый секретарь Пушкинского районного комитета ВЛКСМ города Ленинграда.
В 1961—1963 годах — главный агроном совхоза «Подборовский» Ленинградской области.
В 1963—1965 годах — второй секретарь Ленинградского сельского областного комитета ВЛКСМ. В 1965—1967 годах — секретарь Ленинградского областного комитета ВЛКСМ.
В 1967—1968 годах — второй секретарь, в 1968—1971 годах — первый секретарь Кингисеппского районного комитета КПСС Ленинградской области.
В 1971—1975 годах — заведующий отделом Ленинградского областного комитета КПСС.
В 1972 году окончил заочную Высшую партийную школу при ЦК КПСС.
В 1975 — январе 1981 года — секретарь Ленинградского областного комитета КПСС.
Первый секретарь Марийского обкома КПСС с 1981 года по август 1991 года.
Председатель Верховного Совета Республики Марий Эл в 1990 году.
Кандидат в члены ЦК КПСС (1981—1990). Член ЦК КПСС (1990—1991).
Депутат Совета Союза Верховного Совета СССР 11 созыва (1984—1989) от Марийской АССР. Народный депутат СССР от Марийской АССР.

## Семья
- Супруга — Посибеева Вера Алексеевна (1941-2017)[источник не указан 3707 дней]
  - Сын Андрей (1962—2004)[источник не указан 3707 дней]
  - Дочь Елена (род. 1971)[источник не указан 3707 дней]

## Память
По решению Президиума Государственного Собрания Республики Марий Эл третьего созыва в целях увековечения памяти о видном политическом, государственном, общественном деятеле Г. А. Посибееве в г. Йошкар-Оле на доме № 27 «а» по Ленинскому проспекту была установлена мемориальная доска.

## Награды
- Орден Ленина (1985)
- Орден Октябрьской Революции (1976)
- Орден Трудового Красного Знамени (1971)
- Орден Дружбы народов (1981)